# War Thunder
War Thunder е безплатна мултиплейър видеоигра за бойни превозни средства, създадена от Gaijin Entertainment. В War Thunder може да се използват танкове, самолети, военни кораби и Моторни лодки от 10 главни държави, включително: САЩ, Германия, СССР/Русия, Великобритания, Япония, Китай, Италия, Франция, Швеция и Израел.

## Описание
Видеоиграта поставя акцент върху Втората световна, Корейската война, и Студената война. Провеждат се битки, в които участват до 32-ма играчи. Основната цел е да се унищожи противникът или да се завладеят контролни пунктове.